# Gennaro Cannavacciuolo

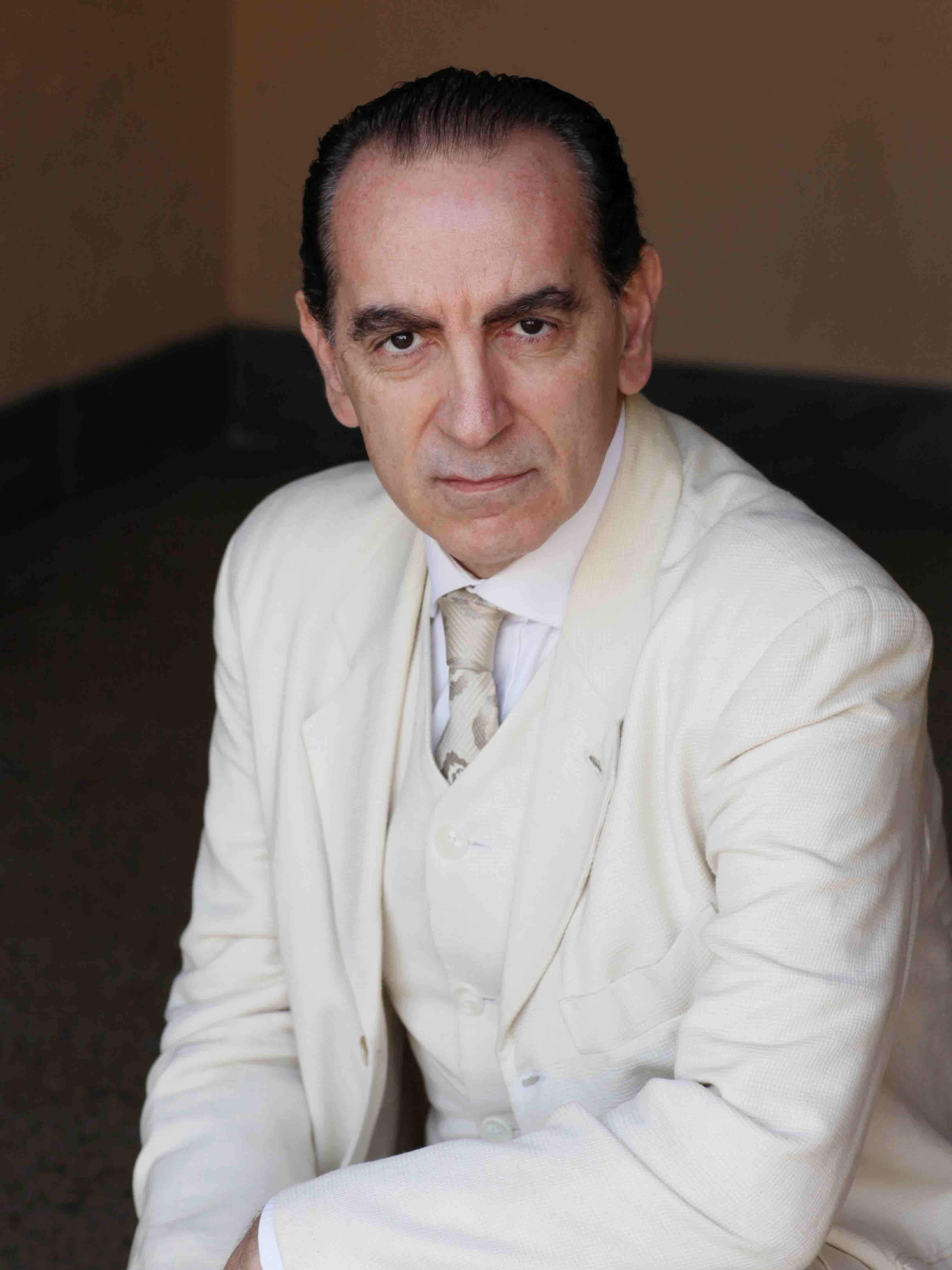
Gennaro Cannavacciuolo (2018)

Gennaro Cannavacciuolo (* 14. Februar 1962 in Pozzuoli; † 24. Mai 2022 in Rom) war ein italienischer Schauspieler und Sänger in Theater, Musicals, Operette, Fernsehen und Kino.

## Leben
Gennaro Cannavacciuolos Interesse für das Theater wurde im Alter von acht Jahren durch eine Aufführung des Schultheaters geweckt. Bis zum 18. Lebensjahr besuchte er parallel zu seinem Studium Theaterkurse. Nachdem er sein Diplom erhalten hatte, beschloss er trotz der gegenteiligen Meinung seiner Eltern, seiner Leidenschaft nachzugehen, und wurde von Eduardo De Filippo entdeckt, der ihn vier Jahre lang förderte. Nach De Filippos Tod spielte Cannavacciuolo ab 1987 verschiedene Rollen und nahm an wichtigen Shows teil, darunter Cabaret, Concha Bonita mit Musik von Nicola Piovani, Le notti di Cabiria und Carmela e Paolino varietà Sopraffino.
Ab 1996 spielte er in verschiedenen Operetten, darunter Baron Koloman Zsupan in Gräfin Mariza von Emmerich Kálmán und Njegus in Die lustige Witwe von Franz Lehár im Verdi-Theater in Salerno unter der Regie von Daniel Oren. Im Laufe der Jahre arbeitete er auch für die Politeama von Prato, für das Verdi-Theater von Pisa, das Carlo-Felice-Theater von Genua und das San-Carlo-Theater von Neapel.
Im Jahr 2014 war er in einer Folge von Prima della prima auf Rai 3 zu sehen. Im Jahr 2018 war Gennaro Cannavacciuolo der italienische Protagonist in Krieg der Träume in der Rolle des Silvio Crespi.

## Rollen

### Theater
- Questa sera… Amleto, Regie: M. Prosperi (1984–1985)
- Ti darò quel Fior, Regie: M. Mete (1985–1988)
- Il fuoco divampa con furore, Regie: M. Mete (1985–1986)
- Miseria e grandezza nel camerino Nr. 1, Regie: C. De Chiara (1985–1986)
- A qualcuno piace caldo, Regie: M. Mete (1987–1988)
- Figaro o le disavventure di un barbiere napoletano, Regie: A. Savelli (1988–1989)
- L’aio nell’imbarazzo, Regie: L. Ragni (1988–1989)
- Gilda, Regie: M. Mete und G. Cannavacciuolo (1988–1989)
- L’alba, il giorno, la notte, Regie: P. Panelli (1989–1990)
- Cafè Champagne, Regie: A. Savelli (1990–1992)
- Carmela e Paolino varietà Sopraffino, Regie: A. Savelli (1990–1998)
- Le tre verità di Cesira, Regie: A. Savelli (1990–2009)
- Amori inquieti, Regie: A. Zucchi (1995–1996)
- Il bacio della donna ragno, Regie: Puig (1998–2001)
- Le cinque rose di Jennifer, Regie: G. Gleijeses (2001–2003)
- Ragazze sole con qualche esperienza, Regie: G. Gleijeses (2003–2005)
- Ditegli sempre di sì, Regie: Geppy Gleijeses (2008–2010)
- L’invisibile che c'è, Regie: Paolo Triestino (2013–2015)

### Musical
- Cabaret, Regie: S. Marconi (1992–1993)
- Dolci vizi al foro, Regie: S. Marconi (1994–1995)
- Le notti di Cabiria, Regie: S. Marconi (1997)
- Il ritorno del Turco in Italia, Regie: A. Savelli (1998–2001)
- Concha Bonita, Regie: A. Arias (2004–2008)
- Novecento Napoletano, Regie: Bruno Garofalo (2008–2010)
- Cyrano-commedia musicale, Regie: Bruno Garofalo (2019)

### Operette
- Cin Ci La von Virgilio Ranzato, Regie: R. Croce
- Gräfin Mariza von Emmerich Kálmán, Regie: L. Mariani
- Die Csárdásfürstin von Emmerich Kálmán, Regie: G. Landi
- Die lustige Witwe von Franz Lehár, verschiedene Aufführungen unter der Regie von Gino Landi, Simona Marchini, Vittorio Sgarbi,[4] Federico Tiezzi
- Rose-Marie von Rudolf Friml und Herbert Stothart, Regie: Ivan Stefanutti
- Scugnizza von Mario Costa, Regie: Massimo Scaglione
- Zaide von Wolfgang Amadeus Mozart, Regie: P. Viano

### One-Man-Show
- 2018–2020: Allegra era la Vedova? (Untertitel: One man show per una miliardaria)
- Enock Arden, Regie: P. Viano

### Rezital
- 2008–2018: Gran varietà (Untertitel: Il peccato erotico-umoristico nella canzone d’epoca), Regie: Gennaro Cannavacciuolo
- 2014–2018: Il mio nome è Milly (Untertitel: ritratto di una diva tra guerre, prìncipi, pop e variété), Regie: Gennaro Cannavacciuolo
- 2010–2018: Volare (Hommage an Domenico Modugno), Regie: Marco Mete
- 2015–2018: Yves Montand. Un italien à Paris (Hommage an Yves Montand)

## Filmografie

### Kino
- 1991: Ladri di futuro, Regie: Enzo Decaro
- 1992: Baby gang, Regie: Salvatore Piscicelli
- 2000: Prigioniere del cuore, Regie: Alessandro Capone
- 2008: Un'estate al mare, Regie: Carlo Vanzina
- 2010: La vita è una cosa meravigliosa, Regie: Carlo Vanzina

### Fernsehen
- 1988: Die Römerin (La romana, TV-Miniserie)
- 1993: In fuga per la vita, TV-Miniserie
- 2002: Ma il portiere non c'è mai?, Fernsehserie
- 2007: Un ciclone in famiglia 3, Fernsehserie
- 2008: Vip, TV-Miniserie
- 2009: Puccini, TV-Miniserie
- 2011: Cugino & cugino, Fernsehserie
- 2016: Una pallottola nel cuore 2, Fernsehserie
- 2018: Krieg der Träume, TV-Doku-Drama
- 2019: L’amore strappato, TV-Miniserie
- 2019: Romolo + Giuly: La guerra mondiale italiana
- 2020: Permette? Alberto Sordi

## Auszeichnungen
- 1992: Premio Colpo di Teatro
- 1993: Premio Bob Fosse – Un Oscar per il Musical
- 1998: Premio Hesperia
- 1998: Premio Oplonti di Corallo
- 2002: Premio Magna Graecia
- 2002: Premio Trieste Operette
- 2005: Premio E.T.I. Olimpici del Teatro per Concha Bonita: miglior musical
- 2006: Premio Girulà
- 2006: Riconoscimento Adelaide Ristori
- 2009: Premio E.T.I. Olimpici del Teatro come miglior attore non protagonista
- 2010: Premio Feronia – Comune di San Severino Marche
- 2015: Premio Caesar – Comune di San Vito Romano e Consiglio Regionale del Lazio
- 2017: Premio Serrone – Lazio
- 2019: Premio ITFF Career Award[5] – International Tour Film Festival